# Константиновский (мыс, Севастополь)
Константиновский мыс — самый северный входной мыс Севастопольской бухты. В 1970-х годах мыс был искусственно продлен молом длиной 275 метров, что защищает акваторию бухты от волн. Назван по имени расположенного на нём Константиновского форта. Бухта, следующая за мысом (в сторону Инкермана), тоже называется Константиновской.

## Константиновская батарея
При основании Севастополя на этом мысе была сооружена земляная артиллерийская батарея, названная по имени внука Екатерины II — великого князя Константина Павловича. В середине XIX века на месте земляной была построена каменная двухъярусная казематная артиллерийская батарея на 94 пушки в форме подковы. Сначала мыс назывался мысом Константиновской Батареи и со временем название трансформировалось в современную короткую форму.
Цитадель играла ключевую роль в период Первой обороны Севастополя в 1854-1855 годах и во время Великой Отечественной войны. После окончания войны форт использовался Черноморским флотом как наблюдательный пункт и маяк. После возвращения полуострова в состав России по инициативе РГО и при поддержке президента РФ Владимира Путина, посетившиего цитадель в августе 2015 года, началось восстановление этого уникального памятника отечественного фортификационного искусства и военной архитектуры.

## Музейно-выставочный комплекс «Константиновская батарея»
Героическая цитадель, входящая в число старейших сохранившихся зданий Севастополя и являющаяся одним из главных символов города, претерпела масштабную реконструкцию и восстановление по старинным чертежам, предоставленным Центральным архивом ВМФ РФ в Санкт-Петербурге. После ее завершения в 2017 году состоялось официальное открытие музейно-выставочного комплекса «Константиновская батарея» — музея под открытым небом с исторической экспозицией в казематах батареи.